# 政見放送削除事件
政見放送削除事件（せいけんほうそうさくじょじけん）は、1983年の第13回参議院議員通常選挙において、雑民党の政見放送の内容の一部を、日本放送協会（NHK）が候補者に無断で削除、放送した事件。

## 事件概要
当該政見放送中、雑民党党首の東郷健は、視覚障害者の竜鉄也や、足の不自由な八代英太らと協力して「太陽はいらない」というコンサートを挙行した時のエピソードとして、「『メカンチ 、チンバ の切符なんか、だれが買うかいな』と言われて、あまり売れませんでした。このような差別がある限り、この世に幸福はありません」と主張した。
NHKは、この「メカンチ、チンバ」を差別用語で放送禁止用語に当ると判断し、自治省に照会し違法ではないとの言質を得た上で、東郷に無断で放送時に当該部分の音声を削除した。東郷はNHKの編集行為を公職選挙法違反として損害賠償請求した。
東京地裁の一審判決では東郷の主張を認めたが、東京高裁で逆転敗訴、最高裁は「差別用語を使用した点で、他人の名誉を傷つけ善良な風俗を害する」として削除を正当とし、原告の敗訴が確定した。
ちなみに、この放送内での別所において「メカンチやチンバのある身障者とか、そういう差別されている人たちと手をつなぎたい」と発言しているが、この部分に関しては削除されていない。
なお雑民党は次の第14回参議院議員通常選挙（1986年）において、東京都選挙区にろう者の渡辺完一を擁立した。この際の無音放送が再び問題化し（TBSラジオが報道特番『無言の政見放送』としてとりあげた）、参議院の政見放送に手話通訳が導入される直接の契機になった。

## その後の政見放送削除
2016年および2020年の東京都知事選挙では、出馬した後藤輝樹が政見放送収録中に性的表現などを連発した。このため実際の放送では、開始前に「公職選挙法第150条の2の規定をふまえ音声を一部削除しています」との断りの上で、音声の一部を削除（無音化）した上で放送された。